# Holcoglossum quasipinifolium
Holcoglossum quasipinifolium är en orkidéart som först beskrevs av Bunzo Hayata, och fick sitt nu gällande namn av Rudolf Schlechter. Holcoglossum quasipinifolium ingår i släktet Holcoglossum och familjen orkidéer. IUCN kategoriserar arten globalt som starkt hotad.
Artens utbredningsområde är Taiwan. Inga underarter finns listade i Catalogue of Life.